# Abraxas venusta
Abraxas venusta là một loài bướm đêm trong họ Geometridae.